# Censure des questions chinoises à l'étranger
La censure à l'étranger des questions chinoises fait référence à la censure en dehors de la République populaire de Chine de sujets considérés comme sensibles par le Parti communiste chinois au pouvoir. Les sujets censurés incluent le statut politique de Taïwan, les droits de l'homme au Tibet, les camps d'internement du Xinjiang et le génocide ouïghour, les manifestations et le massacre de la place Tiananmen en 1989, les manifestations de Hong Kong de 2019-2020, la dissimulation de l'épidémie et des origines du COVID-19, la persécution du Falun Gong et des problèmes plus généraux liés aux droits de l'homme en Chine.
La censure est pratiquée par des entreprises étrangères souhaitant faire des affaires en Chine, un phénomène croissant compte tenu de la taille du marché chinois et du volume énorme de consommateurs,,,,. Les entreprises cherchant à éviter d'offenser le régime chinois et leurs clients chinois se livrent à l'autocensure, ainsi qu'à des sanctions disciplinaires contre leurs employés ayant offensé le régime. Sous la pression du régime chinois, certaines entreprises se sont excusées ou ont fait des déclarations en faveur de la politique du régime,.
Le gouvernement de la République populaire de Chine rémunère les agents du Parti des 50 centimes et encourage les internautes nationalistes « Little Pink » à combattre toute dissidence contre sa position sur les questions chinoises, notamment en s'opposant à toute expression étrangère de soutien aux manifestants ou aux mouvements considérés comme séparatistes. Depuis les années 1990, la « campagne d'éducation patriotique » du pays met l'accent sur les dangers de l'influence étrangère et sur le siècle d'humiliation du pays par les puissances étrangères,.
La censure à l'étranger est également menée par des sociétés basées en Chine, telles que WeChat , et TikTok,. Les citoyens chinois vivant à l'étranger ainsi que les membres de leur famille résidant en Chine font également l'objet de menaces pour leur emploi, leur éducation, leur retraite et leurs opportunités commerciales s'ils expriment des critiques à l'égard du gouvernement chinois ou de ses politiques. Compte tenu du peu de réaction de la part des gouvernements et organisations étrangers, ces problèmes suscitent des inquiétudes croissantes concernant l'autocensure et l'érosion de la liberté d'expression dans d'autres pays,,.